# Jean Mansart
Jean (ou Jehan) Mansart est un sculpteur des Bâtiments du roi Henri IV ayant exécuté des bronzes, des bas-reliefs et des ornementations extérieures dans Paris. Il était également « maître en l'art et painture à Paris ». Ses principaux travaux concernent le Louvre, où il fit d'imposantes sculptures sur les frontons de la Petite Galerie et dans une chapelle de l'aile des reines. Ses sculptures en bronze sont dites ressemblantes à celles de Barthélemy Prieur. Il est l'oncle de François Mansart qui disposa de son imposante bibliothèque pour s'instruire à propos de l'architecture, qui devînt sa profession.